# Maskouskaja
Maskouskaja (biał. Маскоўская; ros. Московская, Moskowskaja) – stacja mińskiego metra położona na linii Moskiewskiej.
Otwarta została w dniu 26 czerwca 1984 roku. Wejście do stacji metra znajduje się w pobliżu Parku Czaluskincau i Kolejki Dziecięcej.